# Marquis Theatre
Résidence
Le Marquis Theatre est un théâtre de Broadway construit en 1986 et situé au troisième étage du New York Marriott Marquis, 210 W. 46e rue, dans le Theater District, dans le centre de Manhattan, à New York (États-Unis).

## Histoire
Le Marquis Theatre a ouvert le 9 juillet 1986, avec une série de concerts de Shirley Bassey. Le lieu de 1 611 places a été conçu par l'architecte John Portman. Parce que la construction de l'hôtel a impliqué la démolition de cinq théâtres (le Helen Hayes Theatre, le Morosco Theatre, le Bijou Theatre et les vestiges de l'Astor Theatre et de la Gaiety) Les responsables de la ville de New York ont autorisé Portman à construire la nouvelle propriété uniquement s'il acceptait d'inclure un théâtre dans la structure. Il est actuellement l'un des neuf exploités par la Nederlander Organisation.

## Productions notables
- 1986 : Me and My Girl
- 1990 : Shogun: The Musical
- 1991 : Gypsy, Nick & Nora
- 1992 : Man of La Mancha
- 1993 : The Goodbye Girl
- 1994 : Damn Yankees
- 1995 : Victor/Victoria
- 1998 : The Capeman
- 1999 : Annie Get Your Gun
- 2002 : Thoroughly Modern Millie
- 2004 : La Cage aux Folles
- 2005 : The Woman in White
- 2006 : The Drowsy Chaperone
- 2008 : Cry-Baby, White Christmas

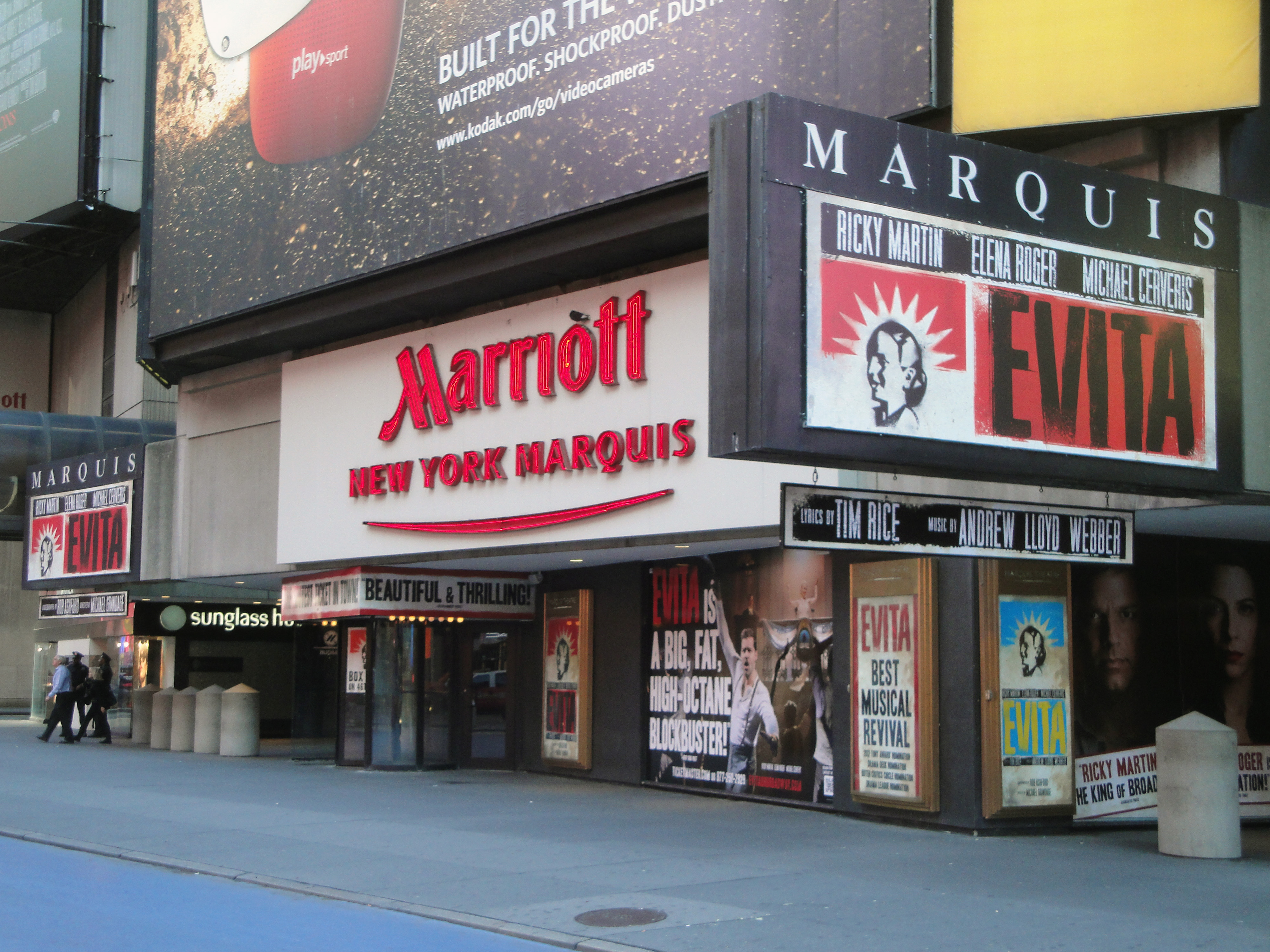
Evita à l'affiche en 2012.

- 2009 : Soul of Shaolin, 9 to 5, White Christmas
- 2010 : Come Fly Away, Donny & Marie - A Broadway Christmas
- 2011 : Wonderland: Alice's New Musical Adventure, Follies
- 2012 : Evita
- 2013 : Jekyll & Hyde, Il Divo – A Musical Affair: The Greatest Songs of Broadway
- 2014 : The Illusionists: Witness the Impossible
- 2015 : Penn et Teller, On Your Feet!
- 2018 : Escape to Margaritaville, The Illusionists — Magic of the Holidays, A Very Wicked Halloween: Celebrating 15 Years on Broadway, Celebrity Autobiography
- 2019 : Tootsie
- 2020 : Once Upon a One More Time